# Tetractenos glaber
Tetractenos glaber là một loài cá thuộc họ Tetraodontidae trong bộ Tetraodontiformes.
Cá đực có thể đạt tổng chiều dài tới tới 15 cm.
Loài này bị săn bắt bởi Mustelus antarcticus . Loài này phân bố ở nam Australia. 
Loài cá này nổi tiếng với việc lấy mồi từ lưỡi câu cá, loài cá này có thịt rất độc và không phù hợp cho con người ăn. Chúng không có gai giúp dễ xử lý hơn các loài cá cóc khác khi nó tự phồng lên sau khi bị bắt. Độc tính của chúng đã được báo cáo bởi thổ dân địa phương ở Sydney cho William Dawes vào cuối thế kỷ 18. Một người đàn ông tên John Buff đã bị đầu độc sau khi bắt và ăn loài cá cóc này ở Duck River năm 1821 gần Parramatta; trường hợp của ông và cuộc điều tra sau đó của người đăng quang đã được công bố trên Công báo Sydney. Loài cá cá cóc này đã gây ra cái chết của người vợ và hai đứa con của Thuyền trưởng Bell ở New Town gần Hobart trong một vụ án được công bố rộng rãi vào tháng 3 năm 1831. 